# شتتن (بایرن)
شتتن (به آلمانی: Stetten) یک شهر در آلمان است که در اونترالگوی واقع شده‌است.